# 곽징지
곽징지(郭澄之, ? ∼ ?)는 동진의 문학가로 자(字)가 중정(仲靜)이며 태원(太原) 양곡(陽曲, 지금의 산서성 태원시 북쪽) 사람이다. 젊어서부터 재기(才氣)가 있었으며 영민함이 뛰어났다. 처음에 상서랑(尙書郞)에 임명되었다가 조정을 나와서 남강왕(南康王)의 상국(相國)이 되었다. 때마침 노순(盧循)의 반란을 만나 유랑 생활을 하다가 겨우 도성으로 돌아오자 유유(劉裕)가 그를 상국참군(相國參軍)으로 삼았다. 유유를 따라 북벌에 참여했으며, 유유의 상국종사중랑(相國從事中郞)에까지 이르렀다. 남풍후(南豊侯)에 봉해졌다가 죽었다.

## 주요 저서
- ≪곽자(郭子)≫